# ثرب
ثرب قرية ومركز تابع لمحافظة المهد، والتابعة لمنطقة المدينة المنورة في السعودية. تقع في جنوب شرق المدينة المنورة، وتبعد عنها بمسافة تقارب (280) كيلو متر، وعن مهد الذهب بمسافة تقارب (140) كيلو متر .

## مركز ثرب
مركز ثرب: هو من مراكز فئة (أ)
الموقعيقع المركز في الجزء الشمالي الشرقي من محافظة المهد .
المساحةتبلغ مساحته (5,756كم2)، وتمثل 23,51% من مساحة المحافظة، ويأتي في المرتبة الأولى.
السكانيبلغ عدد سكانه (14,000) نسمة، ويأتي في المرتبة الثانية من حيث تعداد السكان.
بعد المركز عن المحافظةيقع المركز على بعد (140كم) من المحافظة، والطريق المؤدي إليها معبد ويعتبر المركز في المرتبة التاسعة من حيث القرب من مقر المحافظة.

## السكان
يُقدر عدد سكان ثرب حالياً لعام 2018
بحوالي{14,000} نسمة
ويوجد بها دوائر حكوميه
- مركز امارة
- مخفر شرطه
- بلدية
- مركز صحي
- مدرسة ثانويه بنين
- مدرسة ثانوية بنات.
- مركز دفاع مدني
- جمعية خيرية.
- لجنة التنمية الاجتماعية.
ويربطها اربع طرق رئيسية من الشمال - الشرق - الجنوب
- الغرب